# Tong Ling
Pour les articles homonymes, voir Tong et Ling.
Dans ce nom chinois, le nom de famille, Tong, précède le nom personnel Ling.
Tong Ling (née le 13 juillet 1962) est pongiste chinoise. Elle a remporté plusieurs médailles mondiales dont un titre en simple en 1981 et trois par équipe en 1981, 1983 et 1985, trois médailles d'argent deux en double mixte en 1981 et 1983 et une en double en 1981 ainsi que quatre médailles de bronze dont une simple en 1979, deux en double en 1983 et 1985 et une en double mixte en 1985. Elle est également quatre fois médaillée aux Jeux asiatiques de 1982.